# Anthodon
Anthodon Ruiz & Pav. é um género botânico pertencente à família Celastraceae, subfamília Hippocrateoideae.

## Principais espécies
- Anthodon apicultum
- Anthodon crassifolium
- Anthodon decussatum